# 朱家尖街道
朱家尖街道（しゅかせんかいどう）は、浙江省舟山市普陀区に属する街道弁事処。行政区域は、朱家尖島および及西峰島等の周囲の島嶼。1992年朱家尖区を廃止、朱家尖島上の各号と合併し朱家尖鎮を設立。2008年、街道弁事所に改める。総人口約2.6万人。域内に舟山普陀山空港がある。